# Ла-Пас
Ла-Пас або Нуе́стра-Сеньйо́ра-де-Ла-Пас також Чукіяпу — (ісп. La Paz, Nuestra Señora de La Paz, айм. Chuqi Yapu) — місто в Болівії, фактична столиця держави (з 1898), а також адміністративний центр департаменту Ла-Пас. Розташоване на висоті 3690 м над рівнем моря. Населення становить 896,8 тис. осіб, агломерація (разом з м. Ель-Альто) — 2,1 млн осіб (2010). Промисловість: легка, харчова. Покровителька — Діва Марія Канделярійська.

## Географія
Ла-Пас розташований на березі однойменної річки на висоті 3600 м над рівнем моря. Ла-Пас — найвище розташована столиця держави у світі (також у місті розташоване «найвище» гольфове поле і футбольний стадіон у світі. Ла-Пас розташований у кратері згаслого кілька мільйонів років тому вулкану.
Завдяки високогірному розташуванню міста, клімат у Ла-Пасі прохолодний. Середньомісячна температура найтеплішого місяця (листопад) становить близько +12,5 °C, найхолоднішого (липень) — близько +9 °C.
| Клімат Ла-Паса                | Клімат Ла-Паса | Клімат Ла-Паса | Клімат Ла-Паса | Клімат Ла-Паса | Клімат Ла-Паса | Клімат Ла-Паса | Клімат Ла-Паса | Клімат Ла-Паса | Клімат Ла-Паса | Клімат Ла-Паса | Клімат Ла-Паса | Клімат Ла-Паса | Клімат Ла-Паса |
| Показник                      | Січ.           | Лют.           | Бер.           | Квіт.          | Трав.          | Черв.          | Лип.           | Серп.          | Вер.           | Жовт.          | Лист.          | Груд.          | Рік            |
| Абсолютний максимум, °C       | 25             | 24             | 24             | 24             | 22             | 21             | 22             | 22             | 27             | 24             | 25             | 24             | 27,0           |
| Середній максимум, °C         | 17             | 17             | 18             | 18             | 18             | 17             | 17             | 17             | 18             | 19             | 19             | 18             | 17,8           |
| Середня температура, °C       | 11,5           | 11,5           | 12,0           | 11,0           | 10,5           | 9,0            | 9,0            | 9,5            | 10,5           | 11,5           | 12,5           | 12,0           | 10,9           |
| Середній мінімум, °C          | 6              | 6              | 6              | 4              | 3              | 1              | 1              | 2              | 3              | 4              | 6              | 6              | 4,0            |
| Абсолютний мінімум, °C        | 1              | 2              | 2              | −1             | −1             | −3             | −3             | −3             | −1             | −1             | −1             | 2              | −3             |
| Норма опадів, мм              | 114            | 107            | 66             | 33             | 13             | 8              | 10             | 13             | 28             | 41             | 48             | 94             | 575            |
| ----------------------------- | -------------- | -------------- | -------------- | -------------- | -------------- | -------------- | -------------- | -------------- | -------------- | -------------- | -------------- | -------------- | -------------- |
| Джерело: BBC Weather - La Paz |                |                |                |                |                |                |                |                |                |                |                |                |                |

## Історія
Місто було засноване в 1548 році Алонсо де Мендосою неподалік від старого індіанського поселення Чукіаго. Спочатку місто мало назву «Нуестра-Сеньйора-де-ла-Пас» («Nuestra Señora de La Paz» — «Богоматір Миру»). У 1809 році в місті спалахнуло повстання проти іспанських колонізаторів, яке започаткувало війну іспанських колоній у Південній Америці за незалежність (1810—1826).
У 1825 році, коли Верхнє Перу стало незалежною державою під назвою Болівія, після того як націоналісти-республіканці розбили іспанську армію під Аякучо, місто було перейменоване в «Ла-Пас-де-Аякучо». Столицею країни стало Сукре, назване на честь лідера повстанців Антоніо Сукре.
Ла-Пас став фактичною столицею Болівії з 1898 року. Уряд переїхав до міста 25 жовтня 1899 року, коли генерал Хосе Мануель Пандо (ісп. José Manuel Inocencio Pando Solares) прийняв президентський пост після федеральної революції. Резиденція президента та уряду країни й досі розташовані у Ла-Пасі.
У квітні 1952 року в Ла-Пасі відбулося повстання, яке поклало початок Болівійській революції 1952. І взагалі, будучи центром політичного життя країни, Ла-Пас впродовж XX століття постійно виступав головною ареною для численних повстань, переворотів, революцій і хунт, які відбувались в історії країни. Лише у 1985 році в країні відбулись вільні і загальні вибори.

## Сучасне місто
Центральною у місті є площа Меркадо-де-Брухас. До неї примикає вулиця Відьом з унікальним та особливо популярним серед туристів ярмарком. На ньому можна придбати різноманітні амулети, статуетки божків, ювелірні вироби, одяг з альпаки, засушені і заспиртовані жаби та комахи для ритуалів, зародки лам. На вулиці Відьом є також католицький храм Іглесія-де-Сан-Франциско.

## Галерея

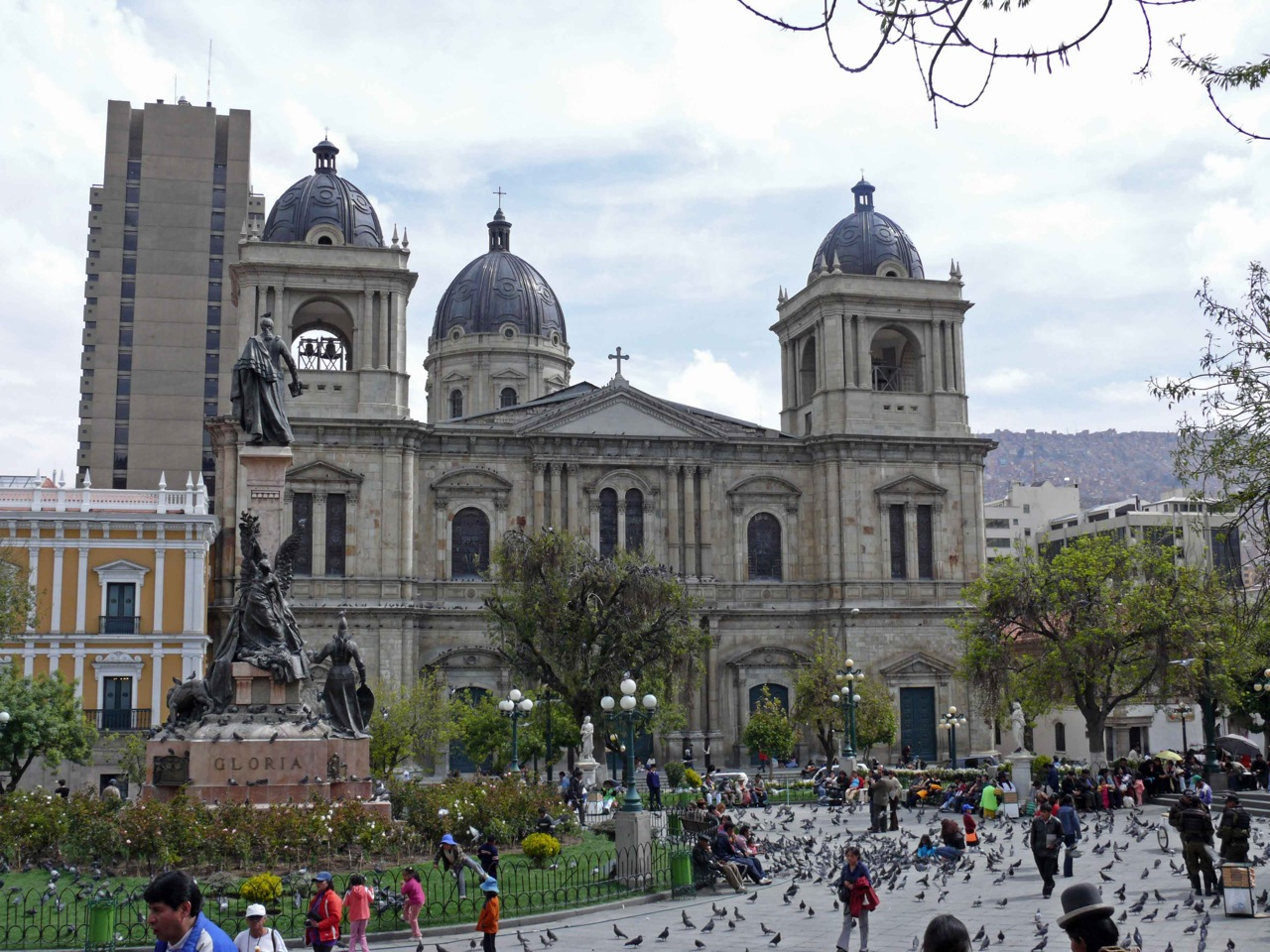
Собор у Ла-Пасі
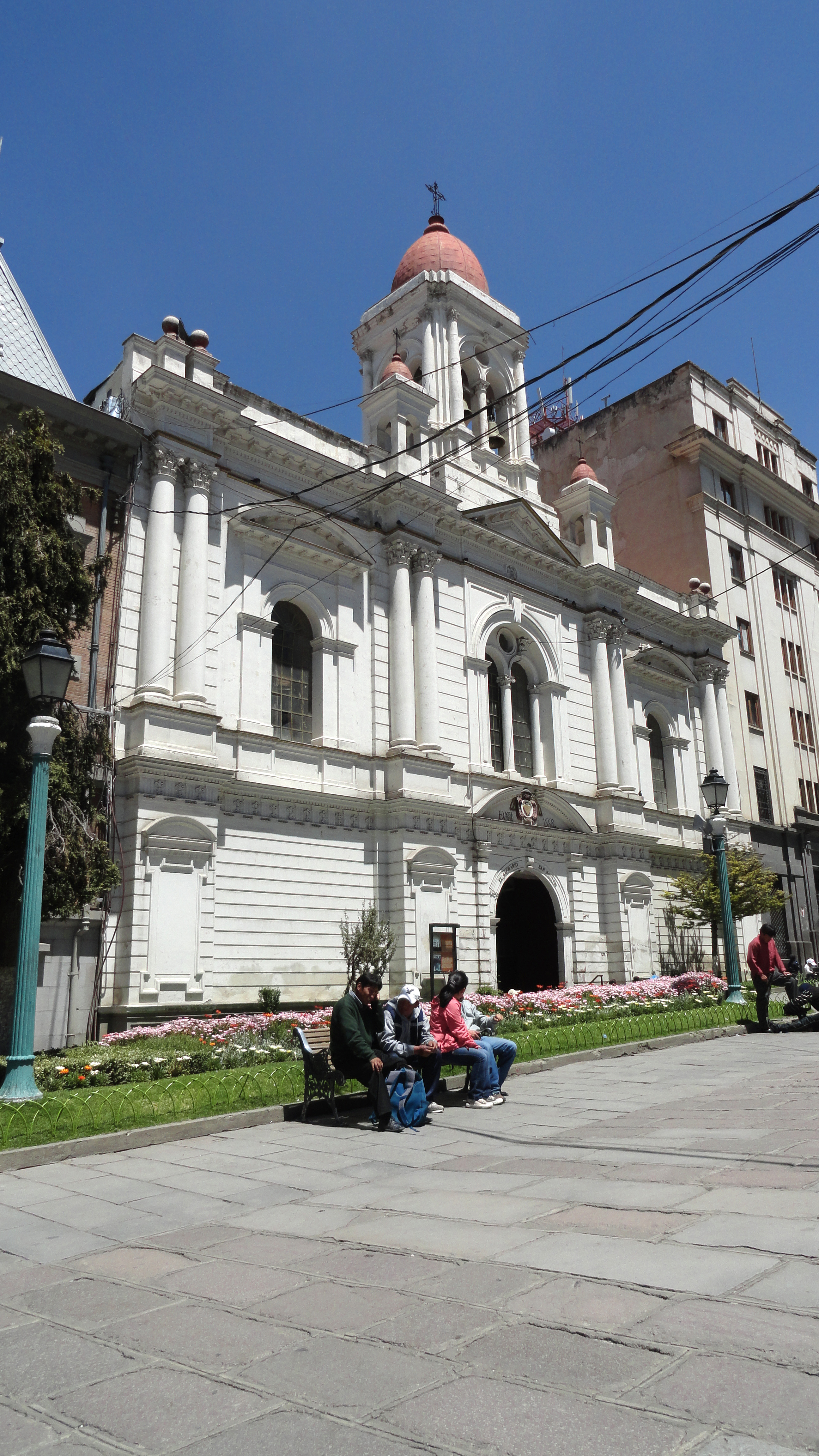
Церква Святого Августина
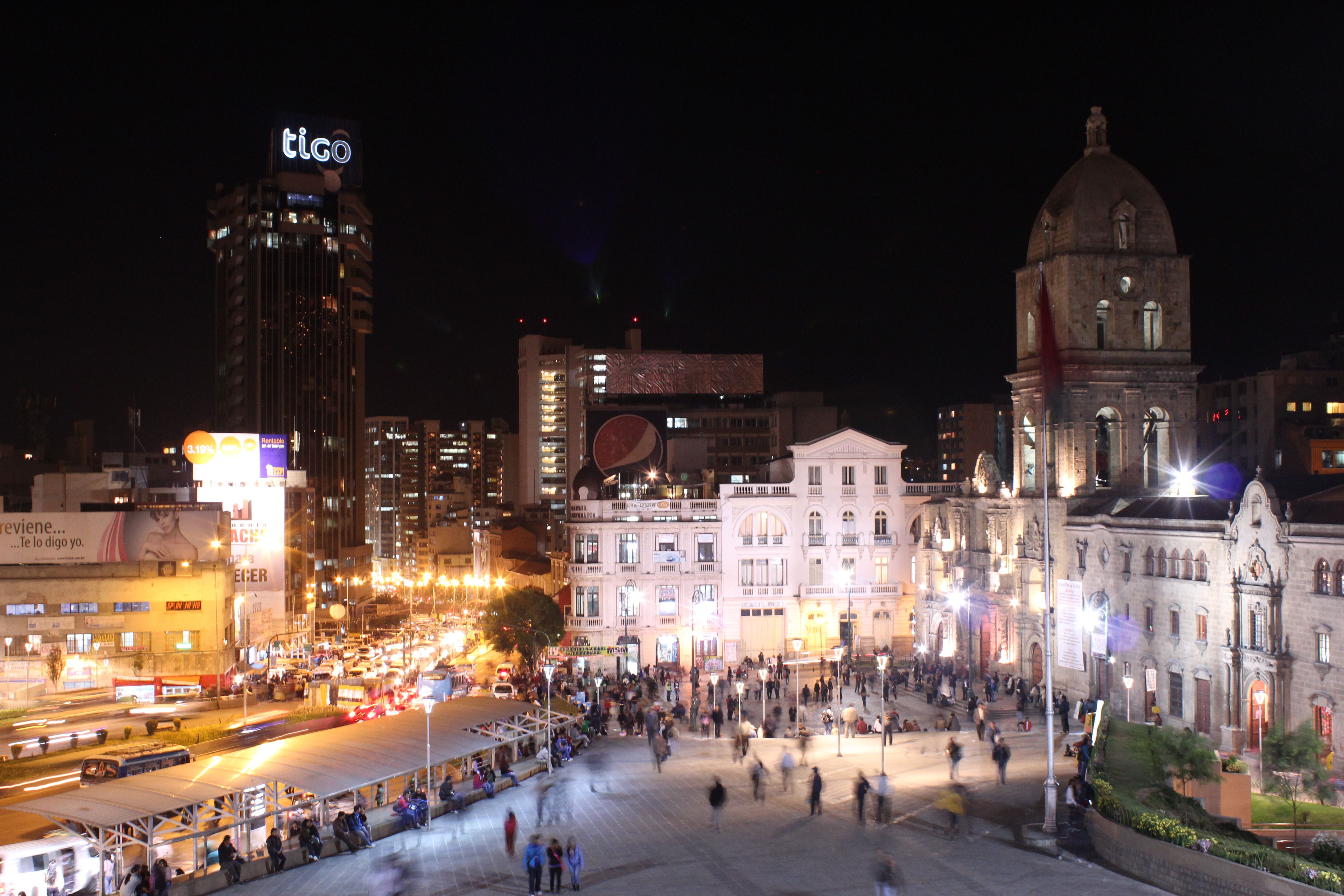
Церква Сан-Франсіско вночі
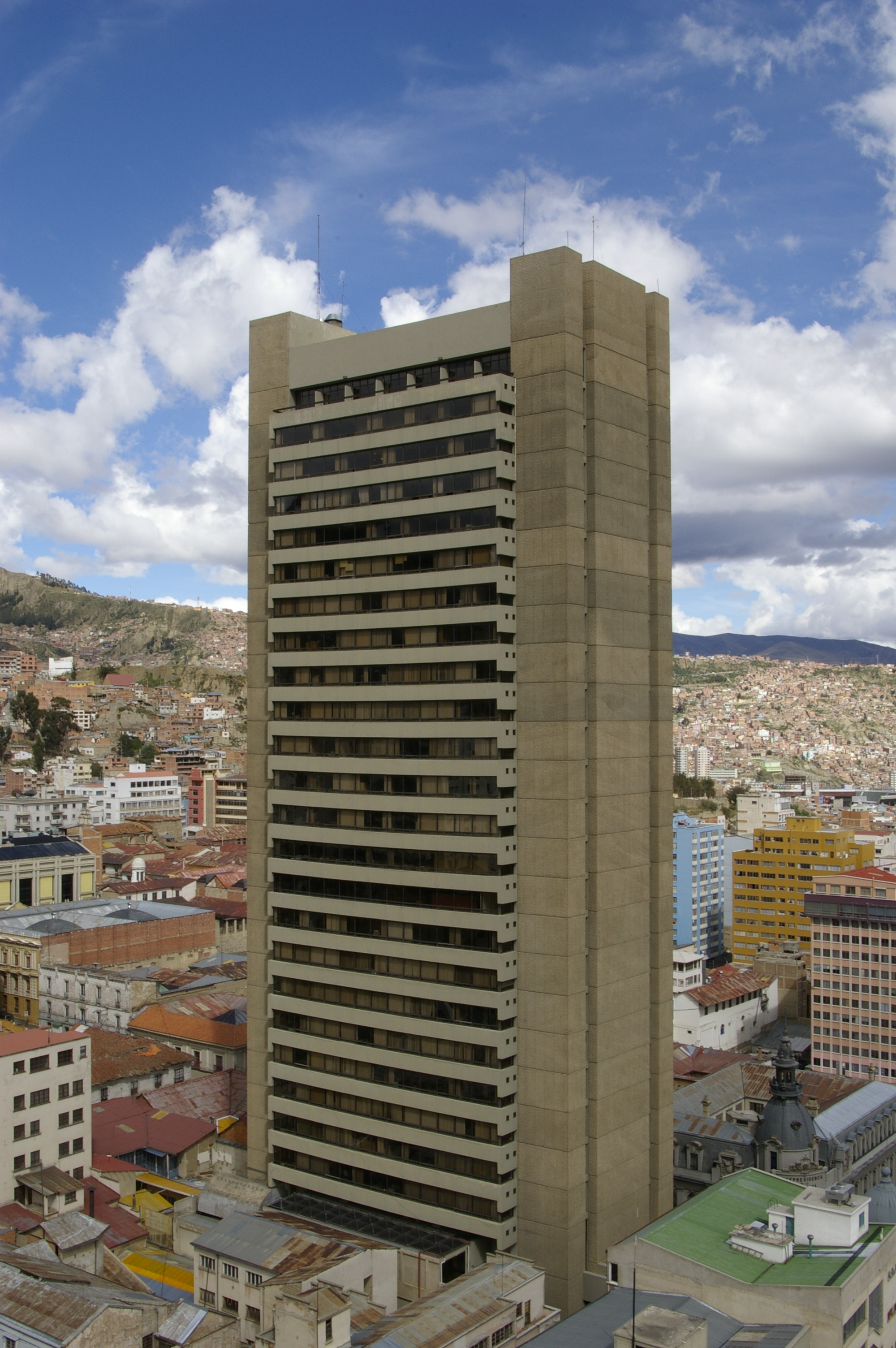
Центральний банк Болівії
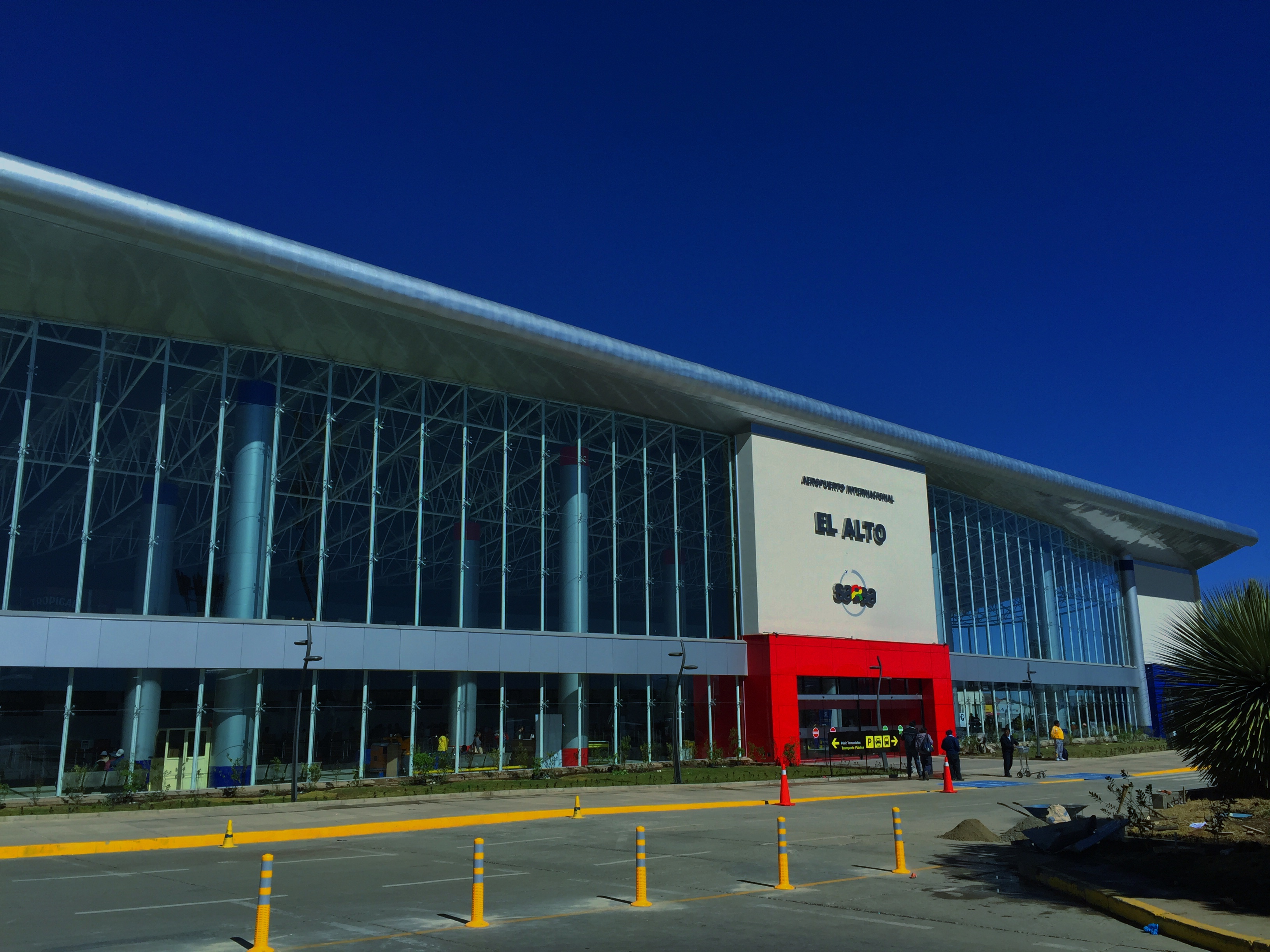
Міжнародний аеропорт Ель-Альто
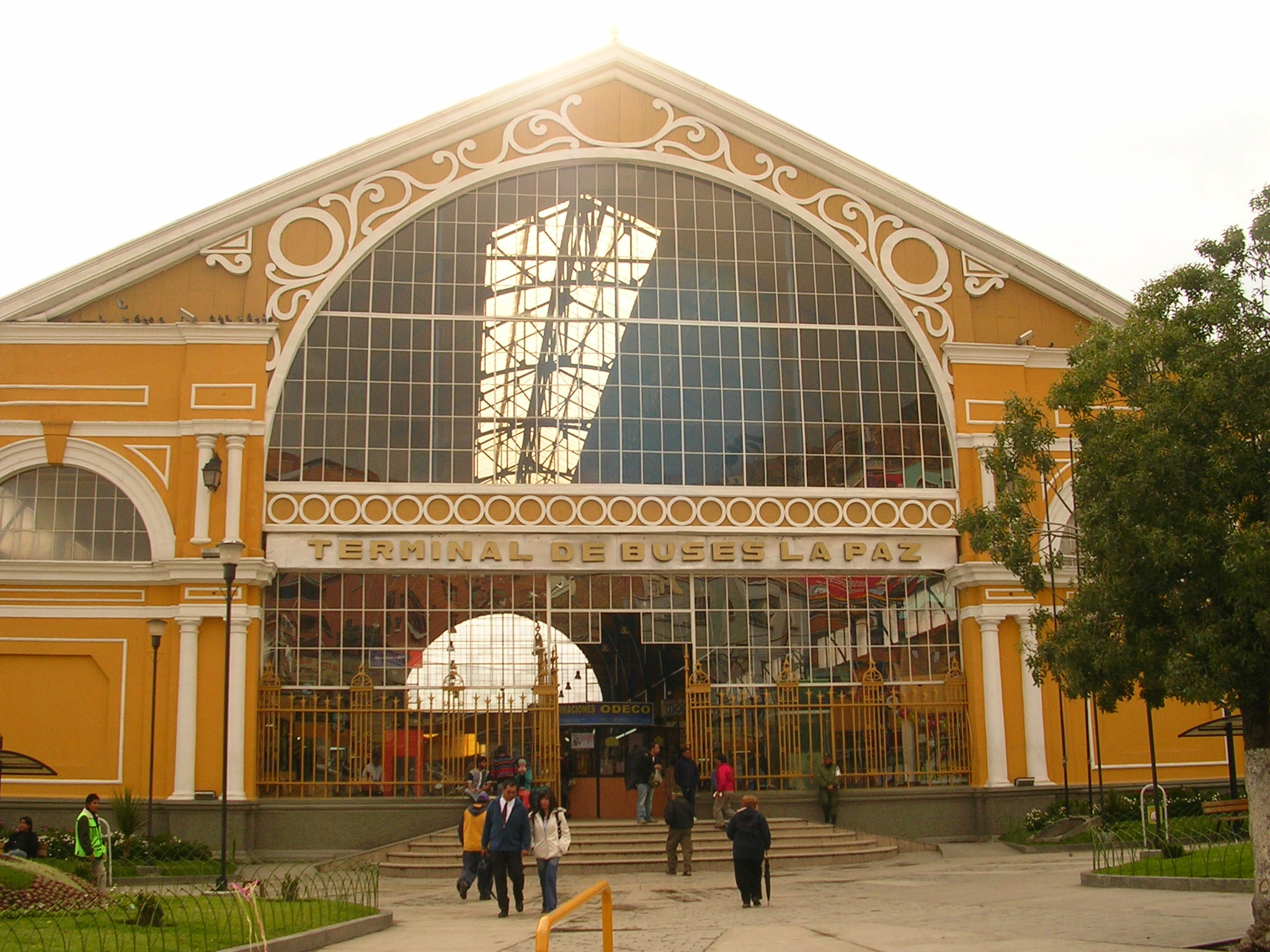
Автостанція
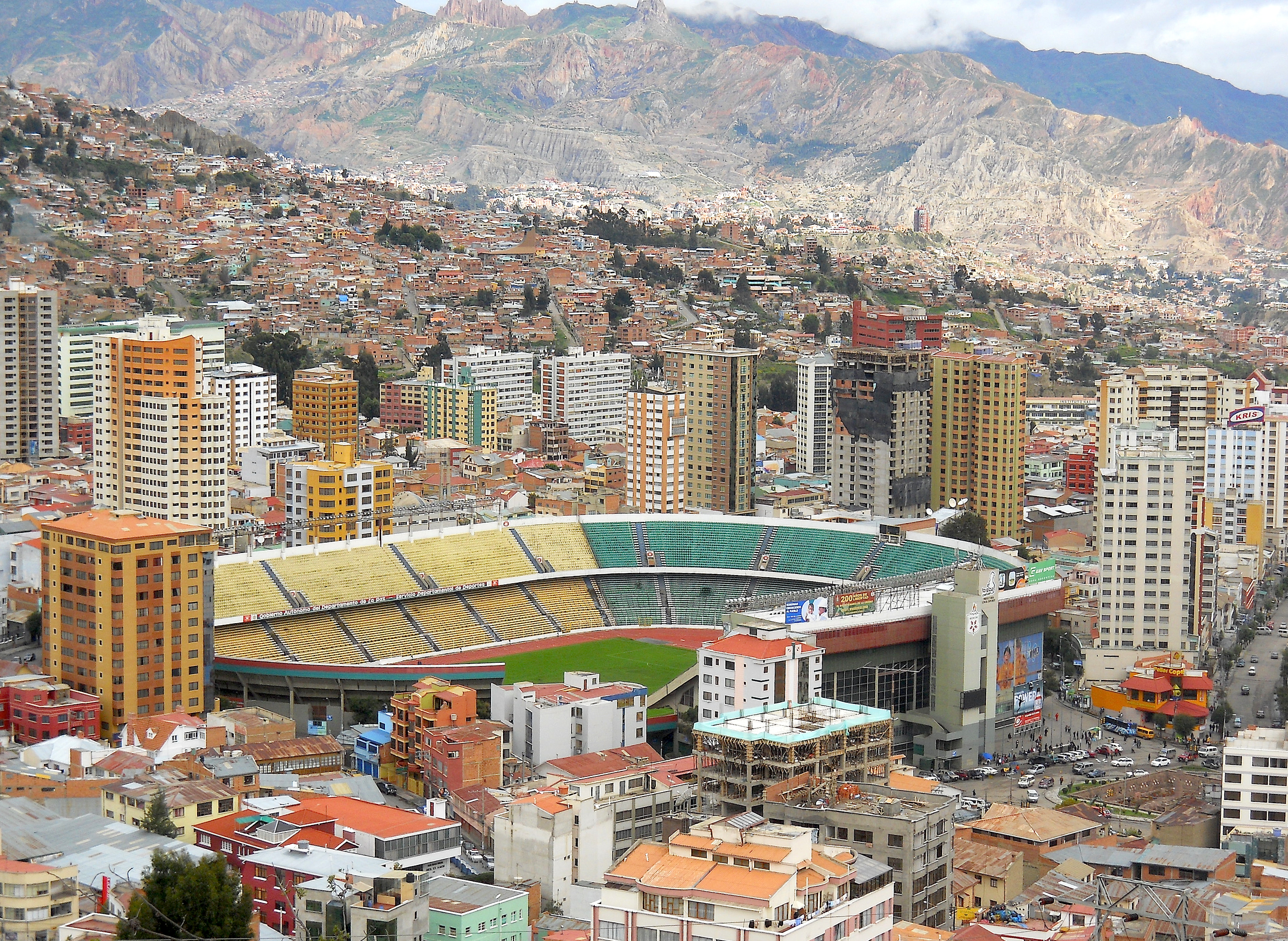
Стадіон Ернандо-Сілес
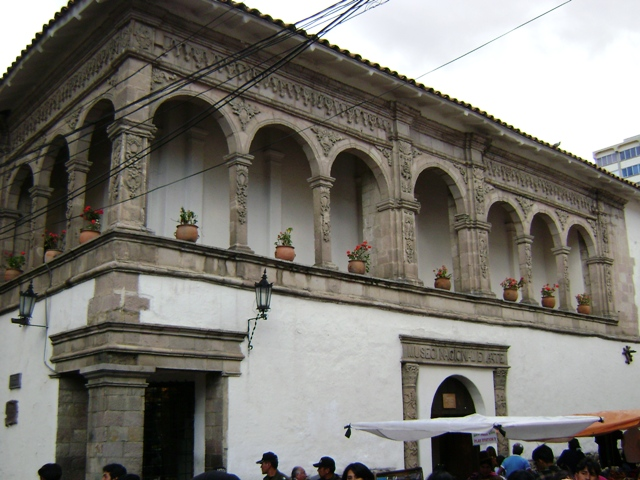
Національний музей мистецтв Болівії
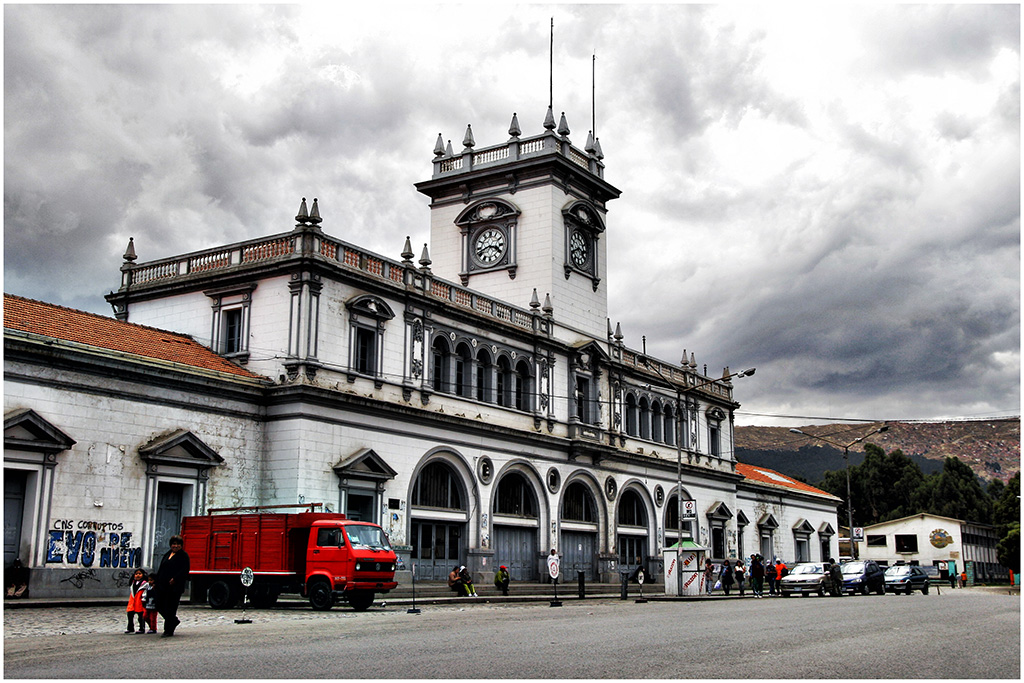
Стара будівля вокзалу
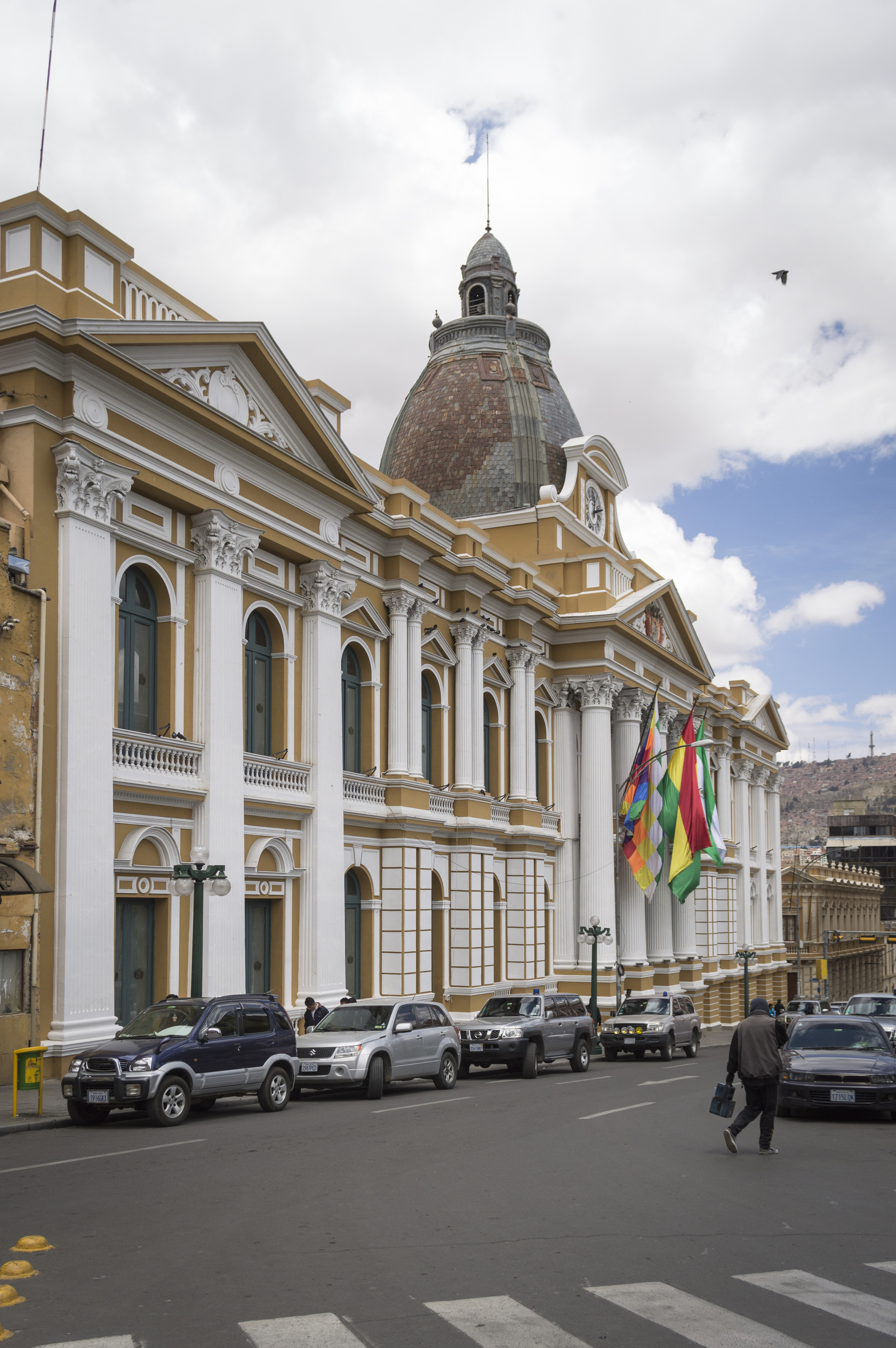
Парламент Болівії
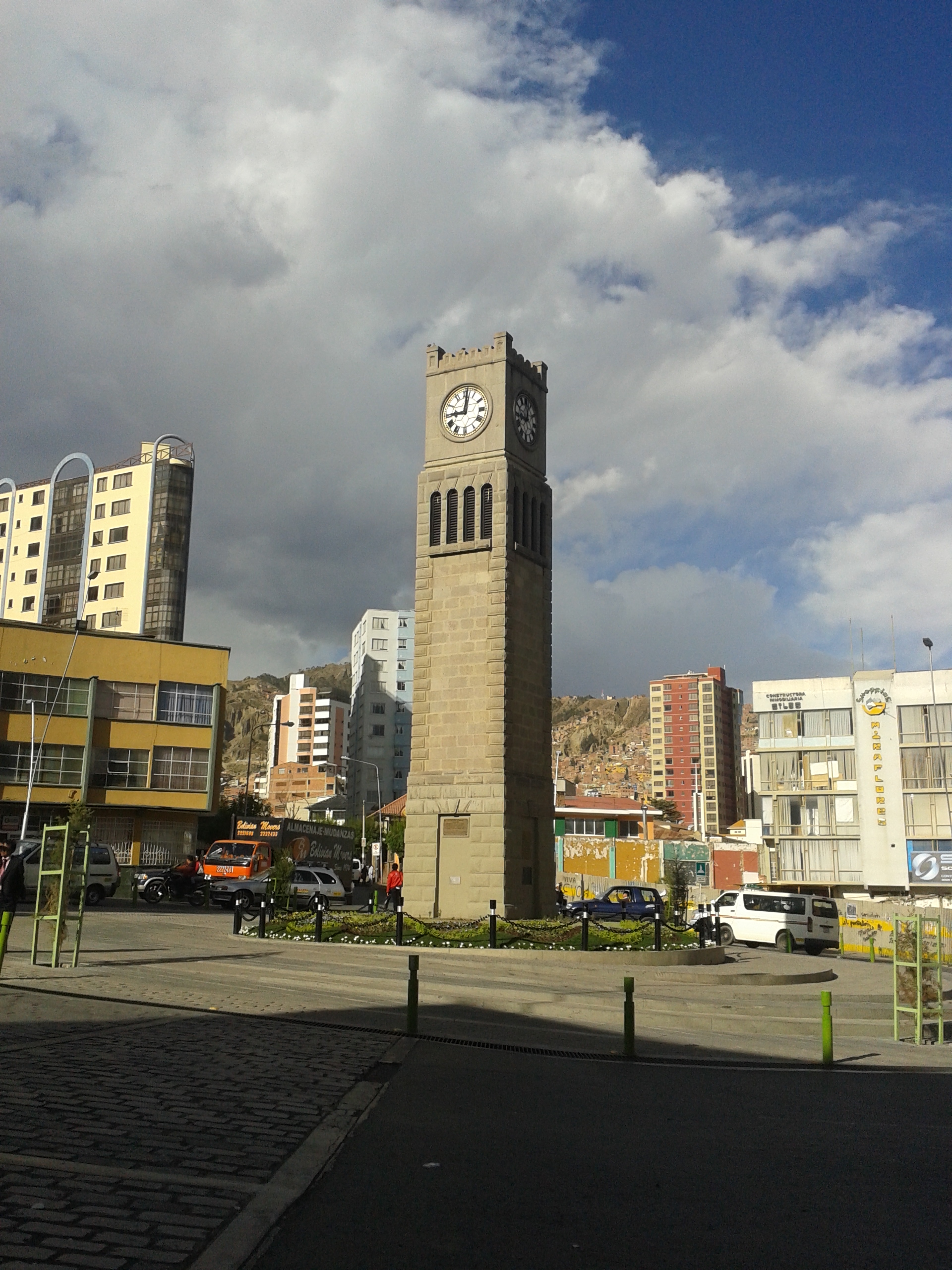
Годинникова вежа
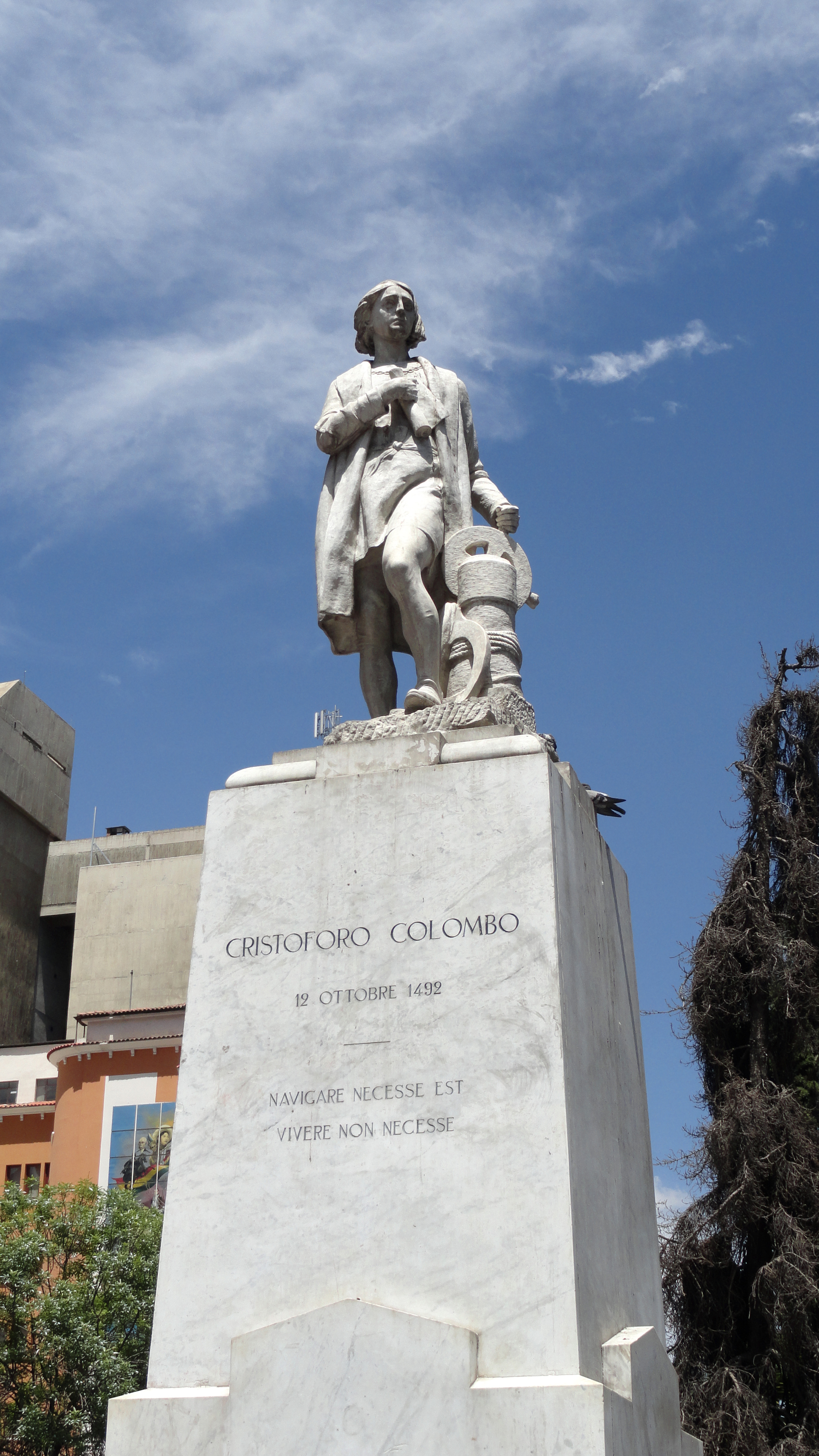
Монумент Христофору Колумбу
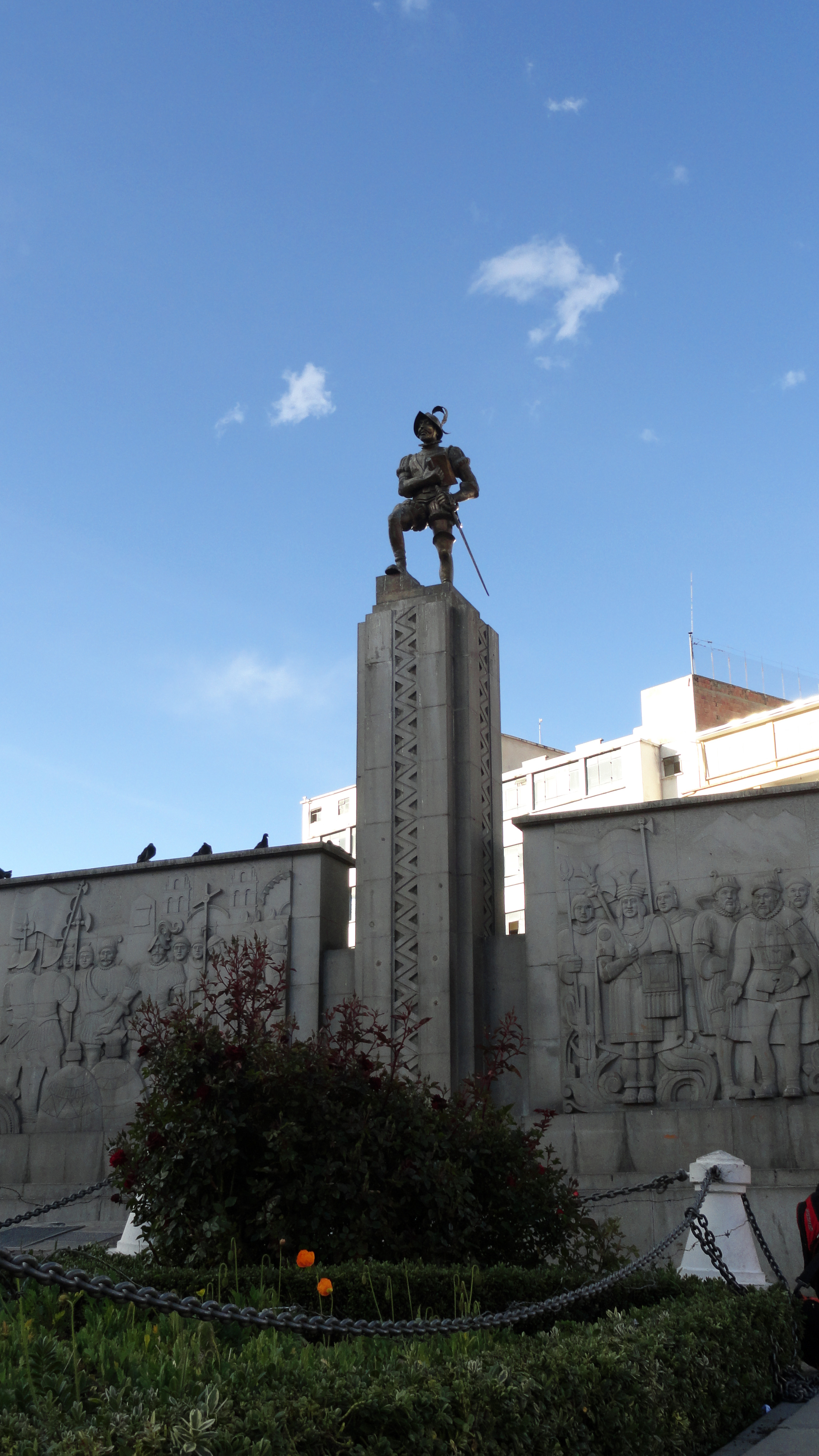
Монумент конкістадору Алонсо де Мендоса
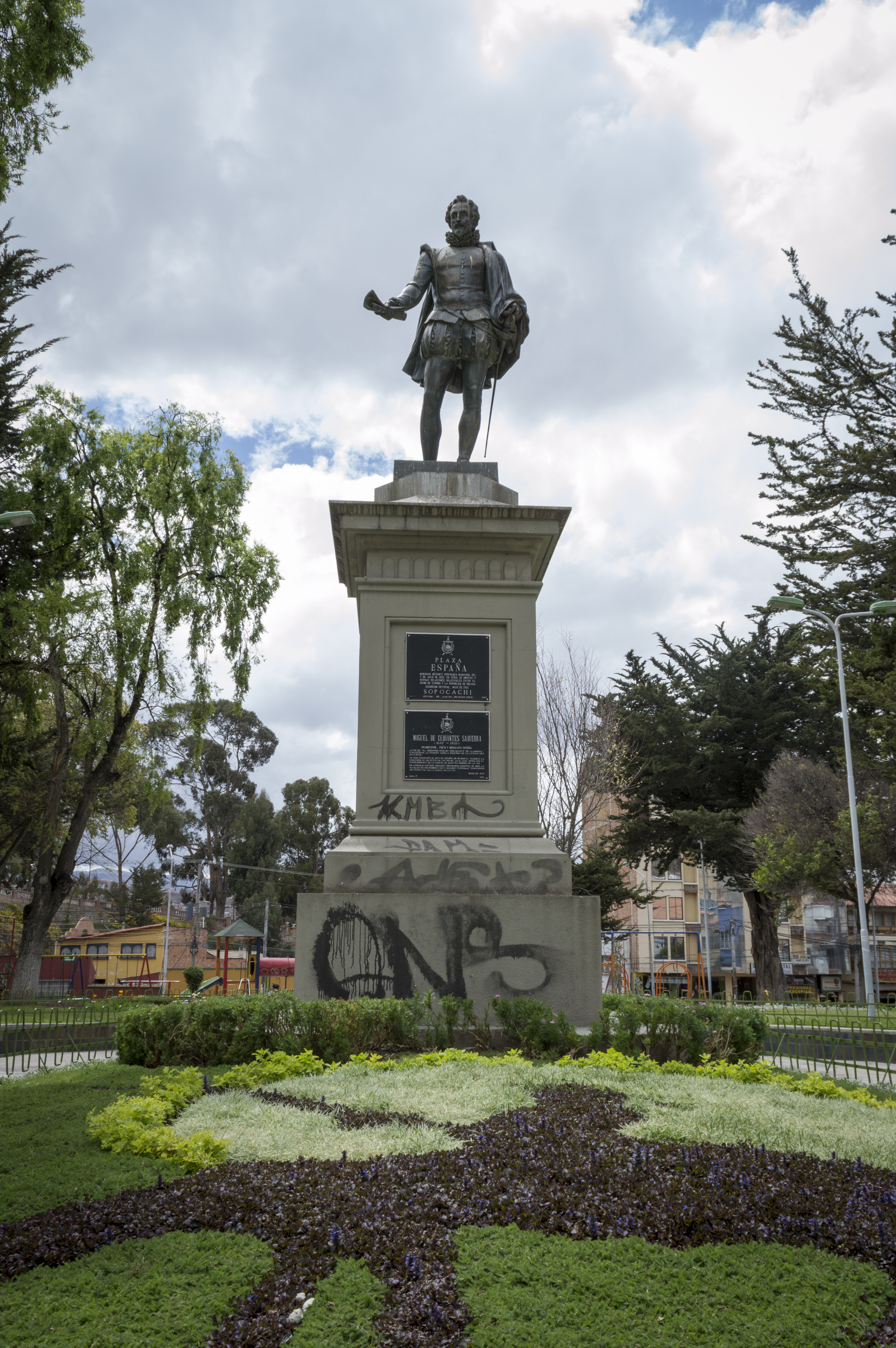
Пам'ятник Серванесу
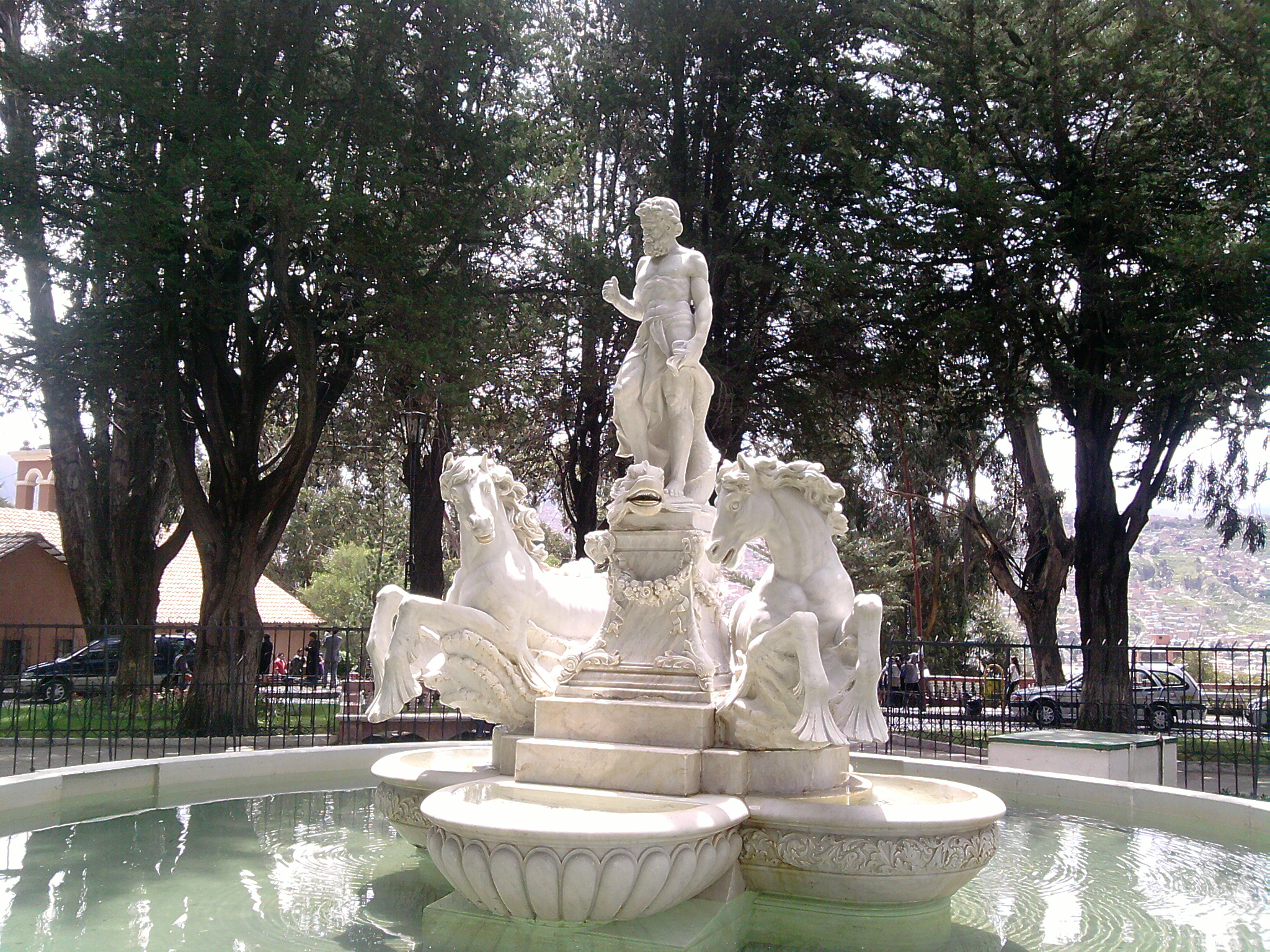
Фонтан Нептун